# Ani ni tsukeru kusuri wa nai!
Kuài bǎ wǒ gē dài zǒu (快把我哥带走S lett. "Vi prego, portate via mio fratello") è un manhua online scritto e disegnato da Yōu Líng. Un adattamento anime, intitolato Ani ni tsukeru kusuri wa nai! e coprodotto da Imagineer e Fanworks, è andato in onda in Giappone dal 7 aprile al 23 giugno 2017.

## Personaggi
Shí Fēn (時分?)
Doppiato da: Yūichi Nakamura
Shí Miǎo (時秒?)
Doppiata da: Sora Amamiya
Kāi Xīn (開心?)
Doppiato da: Kenshō Ono

## Media

### Manhua
Il manhua, scritto e disegnato online da Yōu Líng, viene poi raccolto in volumi cartacei da China Friendship Publishing Company. Due volumi sono stati pubblicati rispettivamente il 25 settembre 2015 e l'8 settembre 2016.

#### Volumi
| Nº | Data di prima pubblicazione | Data di prima pubblicazione | Data di prima pubblicazione |
| Nº | Giapponese                  | Giapponese                  |                             |
| -- | --------------------------- | --------------------------- | --------------------------- |
| 1  | 25 settembre 2015           | ISBN 978-7-5057-3587-3      |                             |
| 2  | 8 settembre 2016            | ISBN 978-7-5057-3797-6      |                             |

### Anime
Un adattamento anime dal titolo Ani ni tsukeru kusuri wa nai! (兄に付ける薬はない！? lett. "Non c'è cura a mio fratello che mi sta attaccato!"), scritto e diretto da Rareko e coprodotto da Imagineer e Fanworks, è stato trasmesso tra il 7 aprile e il 23 giugno 2017. La sigla d'apertura è Sunny side up dei Brian the Sun.

#### Episodi
| Nº | Titolo italiano (traduzione letterale) Giapponese 「Kanji」 - Rōmaji | In onda        | In onda |
| Nº | Titolo italiano (traduzione letterale) Giapponese 「Kanji」 - Rōmaji | Giapponese     |         |
| 1  | Un fratello personale 「私的兄」 - Shiteki ani                       | 7 aprile 2017  |         |
| 2  | Un dopo scuola da crisi 「危機的放課後」 - Kikiteki hōkago           | 14 aprile 2017 |         |
| 3  | La dignità di un fratello 「兄的威厳」 - Ani-teki igen               | 21 aprile 2017 |         |
| 4  | Un ristorante amorevole 「恋愛的食堂」 - Ren'ai-teki shokudō         | 28 aprile 2017 |         |
| 5  | Riunione miracolosa 「奇跡的再会」 - Kiseki-teki saikai              | 5 maggio 2017  |         |
| 6  | Un compagno affamato 「食欲的同志」 - Shokuyoku-teki dōshi           | 12 maggio 2017 |         |
| 7  | Innamoramento istantaneo 「時秒的恋慕」 - Toki byō-teki renbo        | 19 maggio 2017 |         |
| 8  | 「貴族的憂鬱」 - Kizoku-teki yūutsu                                  | 26 maggio 2017 |         |
| 9  | 「突然的来客」 - Totsuzen-teki raikyaku                              | 2 giugno 2017  |         |
| 10 | 「時分的暴走」 - Jibun-teki bōsō                                     | 9 giugno 2017  |         |
| 11 | 「時秒的憂鬱」 - Toki byō-teki yūutsu                                | 16 giugno 2017 |         |
| 12 |                                                                      | 23 giugno 2017 |         |